# Жозе Карлос Бауер
Жозе Карлос Бауер (порт. José Carlos Bauer; Сао Пауло, 21. новембар 1925 — Сао Пауло, 4. фебруар 2007), познатији као Бауер, био је бразилски фудбалер и тренер.

## Биографија
Рођен је у Сао Паолу. Бауер је син Швајцарца и Бразилке. Обично је играо као дефанзивни везни, сматран је једним од најбољих бразилских везних играча своје генерације.
У каријери је играо за Сао Пауло и Ботафого. Освојио је шест државних првенстава Сао Паола (1943, 1945, 1946, 1948, 1949. и 1953).
За репрезентацију Бразила одиграо је 29 утакмица, освојио је Куп Америке 1949. и учествовао је на два Светска првенства у фудбалу, 1950. и 1954. Његова последња утакмица на овом турниру је чувена Битка за Берн, када су Мађари победили Бразилце са 4 према 2 (одиграно 27. јуна 1954).
Након што се пензионисао, као тренер водио је Феровијерију де Араракуара. Занимљиво је да је на путовању за Феровијерију у Мозамбику, Бауер видео младог Еузебија. Веома импресиониран њиме, Бауер је упутио Еузебија у Сао Паоло, који га је одбио. Затим је са својим бившим тренером у Сао Паулу, Белом Гутманом, разговарао о Еузебију. Гутман, који је у то време тренирао Бенфику, довео га је на Естадио да Луз.
Бауер је преминуо 4. фебруара 2007. у Сао Паулу.

## Трофеји

### Клуб
Сао Пауло
- Шампионат Паулиста: 1945, 1946, 1948, 1949, 1953.

### Репрезентација
- Копа Америка: прво место 1949.
- Светско првенство: друго место 1950.
- Панамеричко првенство: злато 1952.